# Cyborg 009 (jeu vidéo)
Pour les articles homonymes, voir Cyborg (homonymie).
Cyborg 009 (サイボーグ009) est un jeu vidéo d'action plates-formes en 2D à défilement horizontal à thème de science-fiction. Il s'agit d'une adaptation du manga éponyme Cyborg 009 de Shotaro Ishinomori. Le jeu a été développé par Riot et édité par Riot et Interbec. Il est sorti uniquement au Japon, le 30 juillet 1993 sur Mega Drive puis le 25 février 1994 sur Super Nintendo.

## Synopsis
Un groupe de 9 cyborgs internationaux aux super-pouvoirs se rebellent contre l'organisation terroriste Black Ghost qui les a créés, et lutte désormais pour protéger le monde.

## Système de jeu
Le jeu est composé de 8 niveaux. Dans la version Super Nintendo, Il y a 3 personnages jouables parmi 8 cyborgs (Cyborg 002 à 009), tandis que dans la version Mega Drive, seul Joe Shimamura (Cyborg 009) est jouable. 
Des scènes narratives illustrées sont intercalées entre le niveaux. Les personnages ont les voix d'acteurs digitalisées.